# Aly Keita (football)
Aly Keita, né le 8 décembre 1986, est un footballeur international guinéen. Il évolue au poste de gardien de but avec le club de l'Östersunds FK.

## Carrière professionnelle

### En club
Aly Keita commence sa carrière au Skiljebo SK, avant de rejoindre le Syrianska IF en 2007. Juste avant la saison 2012, Keita quitte Syrianska et obtient un transfert gratuit vers le Västerås SK. Il rejoint ensuite le club d'Östersunds en 2014.
Le 15 août 2016, un envahisseur de terrain l'attaque par lors d'une partie contre le Jönköpings Södra. À la fin de ce qui aurait été un match nul 1-1, un envahisseur s'empare de Keita en courant sur le terrain. Après l'incident, l'envahisseur de 17 ans est neutralisé et le match est arrêté.
C'est la deuxième fois qu'un match de première division suédoise est abandonné cette année là, la première étant le match de l'IFK Göteborg contre le Malmö FF en avril.
Lors de la saison 2017, Aly Keita remporte la Coupe de Suède. Il effectue lors de cette même année ses débuts en Ligue Europa.

### En sélection nationale
D’origine guinéenne, la fédération guinéenne de football, dans le cadre des nouvelles réformes engagées par son président Mamadou Antonio Souaré, engage une offensive de séduction et de négociation des joueurs binationaux en vue de mettre en place une équipe compétitive, en perspective la qualification à la Coupe d’Afrique des Nations 2019 au Cameroun. Aly Keita, le défenseur  Ernest Seka (Racing Club Strasbourg Alsace, D1 France) et Ibrahima Cissé (Fulham, D2 Angleterre), s’engagent à rejoindre la sélection guinéenne en Avril 2018.
En janvier 2022, il est retenu par le sélectionneur Kaba Diawara afin de participer à la Coupe d'Afrique des nations 2021 organisée au Cameroun. Le 23 décembre 2023, il est de nouveau retenu dans la liste des vingt-cinq joueurs sélectionnés pour la Coupe d'Afrique des nations 2023.

## Palmarès
- Vainqueur de la Coupe de Suède en 2017 avec l'Östersunds FK